# Las voces
Las voces (The Voices en su versión original) es una película del año 2014 de origen alemán y estadounidense que mezcla los géneros de terror y comedia. El filme fue dirigido por Marjane Satrapi y escrito por Michael R. Perry. Está protagonizado por Ryan Reynolds, Gemma Arterton, Anna Kendrick y Jacki Weaver.
La película sigue a un hombre que sufre esquizofrenia y trata de mantener en secreto sus alucinaciones. Mientras no toma sus medicamentos, el hombre mata y desmembra a su interés amoroso. Más tarde, alucina que la muerta le insta a matar de nuevo para proporcionarle una compañía.

## Resumen
Jerry (Ryan Reynolds) es un alegre empleado que trabaja en una fábrica de bañaderas, y vive en un departamento sobre una pista de bowling con su perro, Bosco, y su gato, Sr. Whiskers. Jerry es una persona inocente, casi infantil, y sufre de alucinaciones que se manifiestan hablándole a sus mascotas. Bosco generalmente representa sus buenas intenciones, mientras que Sr. Whiskers representa su naturaleza violenta. Un día, su gerente reconoce su duro trabajo y lo elige para realizar una barbacoa y él, encantado, acepta la oferta para poder acercarse a la chica que le gusta, una mujer británica llamada Fiona (Gemma Arterton). Al día siguiente él la invita a salir. Ella al principio acepta, un poco resignada, pero no se presenta a la cita para terminar yendo al karaoke con dos amigas que trabajan en el mismo sector en la parte de contabilidad de la empresa, Lisa y Alison. Después del karaoke, el auto de Fiona no arranca. Jerry, que casualmente pasaba por allí con su auto, la lleva. Fiona le ofrece volver a salir como compensación por no haber salido con él y a modo de disculpa, pero en el camino, Jerry accidentalmente choca a un venado que queda incrustado en el parabrisas. Jerry comienza a alucinar que el alce está llorando de dolor y le implora que lo mate, y, acto seguido, le corta el cuello al animal. Fiona, aterrada, corre por el bosque. Jerry la persigue y accidentalmente la apuñala. Disculpándose por sus acciones, Jerry mata a Fiona para acabar con su dolor.
De vuelta en su hogar, Bosco le sugiere ir a la policía y confesar, convenciéndolo de que es un buen hombre y de que no fue su intención y no tendría que ser castigado. Del otro lado, Sr. Whiskers opina que no tiene que arrepentirse por haber matado, pero insiste en que Jerry tiene que deshacerse del cuerpo de Fiona y le recuerda que si va a la policía será encarcelado. Jerry vuelve a buscar el cuerpo de Fiona, y retorna a su domicilio. Allí, corta el cuerpo de Fiona en varias partes y las guarda en varios recipientes de plástico, mientras que la cabeza la guarda en la heladera. Después de este momento traumático, sus alucionaciones empeoran, y comienza a tener charlas con la cabeza de Fiona. Ella le dice que lo perdona por lo que hizo, pero le insiste en que tiene que tomar su medicina. Jerry acepta tomar la medicación, y empieza a tener pesadillas por su comportamiento anterior. Cuando se despierta durante la noche, está mareado, pero sus alucinaciones desaparecieron; sus mascotas ya no le hablan, su apartamento es un desastre, con desechos de animales tirados en el piso, basura acumulándose en pilas y mucha sangre en la pared perteneciente al cuerpo de Fiona, mientras que su cabeza esta fría y podrida. Asustado por la escena, Jerry tira sus pastillas. Al otro día se lo ve alucinando nuevamente y se lo ve feliz, ya que su vida había vuelto "a la normalidad". Fiona trata de convencer a Jerry de que trate de matar a alguien más porque se siente sola ahí dentro, pero Jerry insiste en que no puede.
Jerry invita a Lisa (Anna Kendrick) a una cita. El revela sus sentimientos por ella y la lleva a una casa abandonada lugar donde creció cuando era un niño, donde se revela que allí vivía con su madre alemana quien confesó su estado de locura mientras la policía iba en camino para quitarle a su hijo. Cuando llegaban, ella trató de cortarse su garganta, pero al no poder hacerlo le pidió a Jerry que termine el trabajo y su sufrimiento. La policía encontró a Jerry junto al cadáver de su madre muerta al lado, con un pedazo de vidrio en su mano. Jerry se quiebra delante de Lisa, quien lo consuela. Luego van junto al departamento de ella y pasan la noche juntos. Cuando al otro día Jerry vuelve a su hogar, él continua con la presión de matar a alguien más impulsado por Fiona y Sr. Whiskers,y queda con muchas dudas sobre qué hacer.
Lisa consigue la dirección de Jerry por medio de su sector en contaduría y le lleva un regalo de su parte. Cuando Jerry sale a recibirla, se cierra la puerta y se queda afuera de su casa, el trata de ingresar por el techo por un ventanal, pero Lisa se las arregla para abrir la puerta con su hebilla del pelo. Ella ingresa y ve el estado del apartamento, incluida la cabeza de Fiona, pero rápidamente vuelve a cubrir la cabeza con una manta. Jerry logra ingresar, molesto de que ella haya ingresado sin su permiso, e ignorando los pedidos del Sr. Whiskers, él se rehúsa a matarla. Lisa por primera vez se ve en problemas, dándose cuenta lo que de verdad es Jerry, lucha contra él, y trata de escapar encerrándose en el baño para ocultarse, y luego va a su habitación. Jerry ingresa, genuinamente tratando de disculparse por asustar a Lisa y ella, trata de hacerlo recapacitar, insistiendo de volver a la normalidad olvidando todo lo que pasó esa noche si la dejaba ir. Pero cuando ella entra en pánico y trata de escapar, Jerry reacciona instintivamente, agarrándola por los hombros para detenerla y tirándola contra la parte de atrás de la cama y accidentalmente rompiéndole el cuello. Él se disculpa mientras ella muere lenta y dolorosamente. Luego de su muerte, Jerry corta las partes de su cuerpo y coloca la cabeza en la heladera, junto a la de Fiona. Otra compañera de trabajo quien pertenecía al mismo sector de Fiona y Lisa acude al domicilio de Jerry para preguntar por la desaparición de Fiona y Lisa. Cuando Alison (Ella Smith) llega a la casa, Jerry inmediatamente la mata y la desmiembra.
Jerry le confiesa sus asesinatos a su psiquiatra, la Dra. Warren. Ella trata de llamar a la policía, pero él la captura y la toma como prisionera para que ella lo ayude a él a escapar. Mientras tanto, otros trabajadores de contabilidad rompen la puerta del domicilio de Jerry e ingresan al domicilio (su perro Bosco se escapa) y ven el estado del departamento lleno de sangre, e inmediatamente llaman a la policía. Al rato Jerry vuelve a su departamento, donde todavía tiene a su psiquiatra de rehén, la policía rodea su casa preparados para ingresar. Jerry agarra al Sr. Whiskers, va al baño y luego baja al sótano, rompiendo un caño de gas. Luego de rescatar a la Dra. Warren, la policía escucha una gran explosión debido al escape de gas. Después Jerry recapacita acerca de escapar y se suicida por el gas. Ya muerto, Bosco y Sr. Whiskers hablan por última vez y se aprecia un plano en el que Jerry encuentra a su papá, mamá y a todas las personas que ha matado, cantando; finalizando así la película.[cita requerida]

## Reparto
- Ryan Reynolds como Jerry Hickfang y las voces de Bosco, Sr. Whiskers, el venado y Bunny Monkey.
  - Gulliver McGrath como Jerry joven.
- Anna Kendrick como Lisa.
- Gemma Arterton como Fiona.
- Jacki Weaver como Dr. Warren
- Sam Spruell como Dave.
- Adi Shankar como John.
- Ella Smith como Alison.
- Paul Chahidi como Dennis Kowalski.
- Stanley Townsend como Sheriff Weinbacher.
- Valerie Koch como la madre de Jerry.
- Paul Brightwell como el padrastro de Jerry.
- Alessa Kordeck como Sheryl.
- Stephanie Vogt como Tina TV.

## Recepción
The Voices recibió en general críticas positivas. En Rotten Tomatoes, la cinta tiene un promedio de 72%, basado en 79 críticas.